# اثر گوگل

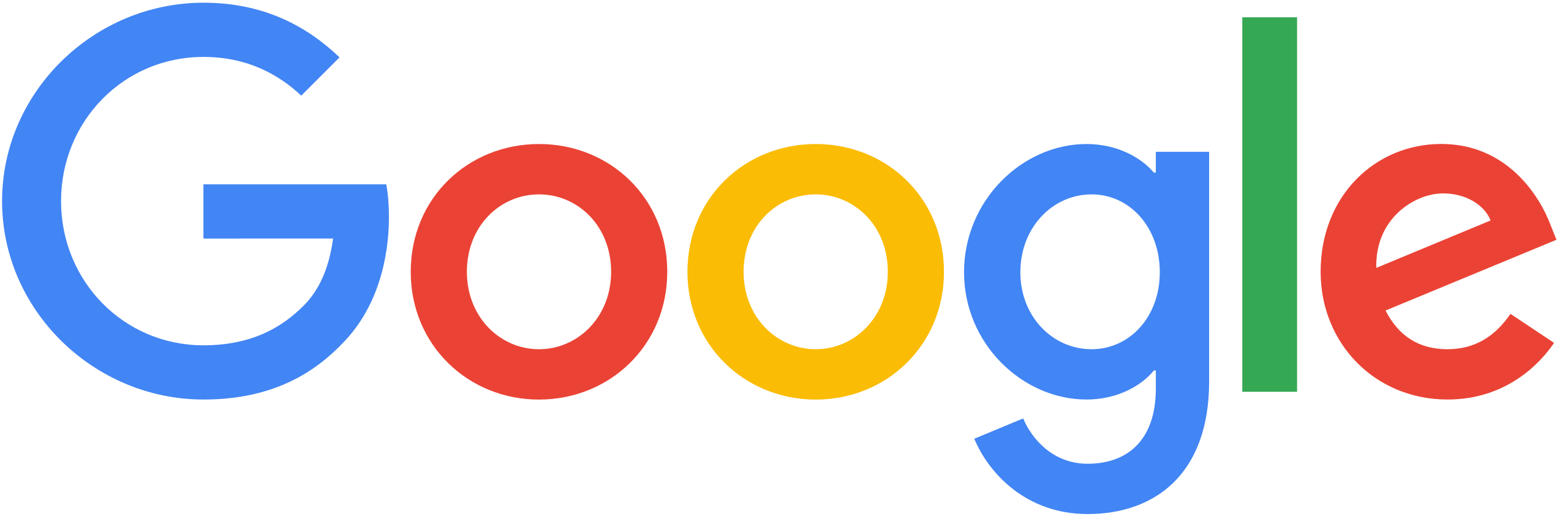

اثر گوگل که فراموشی دیجیتال نیز نامیده می‌شود، تمایل به فراموش کردن اطلاعاتی است که به راحتی از طریق استفاده از موتورهای جستجوی اینترنتی مانند گوگل در دسترس است. بر مبنای پژوهش‌های اولیه در مورد اثر گوگل افراد تمایل زیادی به مطالعه و به خاطر سپردن جزئیات مطالبی که به آسانی به صورت آنلاین با استفاده از اینترنت و موتورهای جستجو مانند گوگل در دسترس آنها قرار می‌گیرد نشان نمی‌دهند. همچنین ممکن است این خطا به حالت تغییری در اطلاعات و سطح جزئیات مطالب به خاطر سپرده دیده شود.

## تاریخچه
اولین بار بتسی اسپارو(کلمبیا)، جنی لیو(ویسکانسین) و دنیل وگنر (دانشگاه هاروارد) در مقاله خود در ژوئیه ۲۰۱۱ به این پدیده اشاره کردند. این مطالعه در چهار بخش ارایه شد: در بخش اول افراد به تعدادی سؤال در سطوح آسان و دشوار پاسخ دادند سپس یک تغییر استروپ که شامل کلمات روزمره و مرتبط با تکنولوژی مانند صفحه نمایش و گوگل ایجاد شد. افراد در این حالت برای پاسخ به سوالات دشوار که در آنها کلمات مرتبط با فناوری استفاده شده بود آهسته‌تر عمل می‌کردند و این امر نشان‌دهنده این بود که سوالاتی با این موضوع ذهن آن‌ها را برای استفاده از اطلاعات آنلاین و کامپیوترها آماده می‌سازد. در آزمایش دوم نیمی از افراد بر این باور بودند که موضوعات مورد مطالعه آنها قابل ذخیره و برای مطالعه مجدد در دسترس است و می‌توانند مجدداً به آن مراجعه کنند. به گروه دوم بر خلاف گروه اول گفته شده‌بود که موضوعات برای مراجعه مجدد در دسترس آنها نیست و بهتر است مطالب را به خاطر بسپارند. سپس از هر دو گروه خواسته شده مطالب خوانده شده را به خاطر بیاورند. در بخش سوم از افراد خواسته شد تا موضوعات کم‌اهمیتی را بخوانند و تایپ کنند، سپس به آنها گفته شد که مطالب آنها پاک شده یا در محل متفاوتی ذخیره شده‌است. در بخش آخر از افراد مجدداً خواسته شد تا موضوعات کم‌اهمیتی را مطالعه کنند و به آنها گفته‌شد که موضوعات در کدام پوشه و کجا ذخیره شده‌است. از افراد خواسته شد موضوعات را از حافظه خود به دو شیوه یادآوری موضوعات و به خاطر آوردن محل ذخیره آنها فراخوان کنند.
واژه «فراموشی دیجیتال» اولین بار توسط لابراتوار کسپراسکای (به انگلیسی: Lab Kaspersky) برای اعلام نتایج یک نظرسنجی در مورد فروشندگان سیستم امنیتی در سال ۲۰۱۵ ابداع شد. نتایج نشان می‌دهد که «اثر گوگل» فقط به مطالعات آنلاین محدود نمی‌شود و شامل اطلاعات مهم شخصی نیز می‌شود. مطالعات نشان می‌دهد افراد در ۹۱٪ موارد از اینترنت و ۴۴٪ از گوشی‌های هوشمند استفاده می‌کنند. لابراتوار کسپراسکای ۱۰۰۰ مشتری را در گروه‌های سنی بین ۱۶ تا ۵۵ سال در ایالات متحده آمریکا مورد مطالعه قرار دادند. در بیشتر موارد مردم قادر به یادآوری شماره تلفن‌های آشنای خود نبودند و این بیانگر این بود که افراد به راحتی اطلاعاتی که در دسترس آن‌هاست فراموش می‌کنند.

## عارضه
مطالعه اصلی در این زمینه در سال ۲۰۱۱ با سه یافته اصلی به پایان رسید. اولین یافته به این موضوع اشاره دارد که افراد زمانی‎که از آنها سوالات عمومی پرسیده می‌شود تمایل به استفاده از موتورهای جستجو دارند حتی زمانی که پاسخ سؤال را می‌دانند. علاوه بر این، این پدیده در زمانی‎که سؤال سخت و جواب نامشخص است نیز رخ می‌دهد. در دومین مورد این تحقیق به این موضوع اشاره دارد که مردم تمایلی به حفظ کردن و به خاطر آوردن اطلاعاتی که می‎دانند در دسترس آن‌ها است ندارند. افراد بیشتر تمایل دارند محل ذخیره کردن اطلاعات را به خاطر بسپارند تا خود اطلاعات را به حافظه بسپارند. ضمن این‎که خواسته افراد برای به خاطر سپردن مطالب، اثر قابل‌توجهی بر یادآوری آن‎ها ندارد. مطالعاتی که در سال ۲۰۱۲ توسط لاو وارشنی (به انگلیسی: Lav R. Varshny) در آن زمان انجام شد بیانگر این است که اثر گوگل را می‎توان در پایان نامه‎های دکترا نیز مشاهده کرد، وی ادعا می‎کند؛ افزایش طولی در تعداد مراجع و منابع ذکر شده، نشان دهنده تمایل حافظه در به خاطر سپردن منابع مطالعاتی بیشتر از به خاطر سپردن محتوا و خود اطلاعات می‎باشد. علاوه بر این، در این عارضه اطلاعات بدست‌آمده از طریق اینترنت، با دقت و با اطمینان کم‌تری نسبت به اطلاعات دریافتی از طریق یک دانشنامه به خاطر آورده می‎شود و در صورتی‌که اطلاعات در محلی ذخیره شود، مردم غالباً موضوع یا محل ذخیره یا هر دو مورد را به خاطر می‌آورند. این اثر حتی زمانی که موضوع یا عنوان یا محل ذخیره قابل به یاد سپردن نیز باشد به قوت خود باقی است.